# Jewgeni Nikolajewitsch Schaposchnikow
Jewgeni Nikolajewitsch Schaposchnikow (russisch Евгений Николаевич Шапошников; beim Weltschachverband FIDE Evgeny Shaposhnikov; * 1. Juni 1981 in Saratow) ist ein russischer Schachspieler.

## Werdegang
Schaposchnikow erlernte die Schachregeln von seinem Vater. Im Alter von sechs Jahren mit dem Schach angefangen, wurde er bereits als achtjähriger ein Spieler erster Kategorie. Nach der Schule absolvierte er im Jahre 2003 sein Studium der Psychologie an der Staatlichen Universität Sankt Petersburg. Er wurde trainiert von Andrei Lukin und Konstantin Assejew.
Schon im Jugendbereich konnte er nennenswerte Erfolge aufweisen. 1993 gelang ihm der Sieg bei der Jugendweltmeisterschaft U12 in Bratislava, bei der er Gegner wie Lewon Aronjan und Francisco Vallejo Pons hinter sich ließ. 2001 gewann Schaposchnikow die russische U20-Einzelmeisterschaft in Kasan.
Bei der Sankt Petersburger Stadtmeisterschaft 1999 wurde er Erster. Im nächsten Jahre belegte er den zweiten Platz hinter Waleri Loginow. Mit dem SGSEU-Team gewann er mehrmals die russische Mannschaftsmeisterschaft der Studenten. Schaposchnikow gewann die Meisterschaft des Föderationskreises Wolga 2006. In den Jahren 2008 und 2010 holte er den dritten Platz. Dazwischen wurde er 2009 Zweiter mit einem halben Punkt Rückstand hinter Ildar Chairullin.
2004 wurde ihm von der FIDE der Titel eines Großmeisters verliehen. Die Normen hierfür erspielte er beim Czech Open 2002 in Pardubice, beim Aeroflot Open 2003 in Moskau und beim St. Petersburg 300 Open 2003.
Vereinsschach spielte Schaposchnikow in Russland unter anderem für den Chess Club Murmansk, St. Petersburg-2 und Economist SGSEU-2 (Saratow).